# ثاعبة
الثَّاعِبَة (الاسم العلمي: Siphunculina)، جنس حشرات من الذباب الصغير المعروفة باسم ذباب العين الاستوائية. وهي معروفة بعادتها في زيارة أعين البشر والفقاريات لتتغذى على السوائل وتتسبب بذلك إزعاج أو انتشار الأمراض الجرثومية أو الفيروسية أو التسبب في إصابة العين. تربض عادًة بأعداد كبيرة على الأوتار المعلقة، والحبال ووأنسجة بيوت العنكبوت.
العديد من أنواعه المعروفة من العالم القديم، بما في ذلك آسيا وأوروبا وأفريقيا.